# Linh dương hoẵng Harvey
Linh dương hoẵng Harvey (Danh pháp khoa học: Cephalophus harveyi) là một trong 19 phân loài của loài linh dương hoẳng được tìm thấy ở Tanzania và rải rác thông qua Kenya, miền nam Somalia, và, có thể, trung tâm Ethiopia. 

## Đặc điểm
Linh dương hoẵng Harvey là chủng linh dương cỡ nhỏ, chúng chỉ cao khoảng 40 cm (16 in) tính đến vai và nặng trung bình khoảng 15 kg (6.8 lb). Chúng có bộ lông chủ yếu là màu hạt dẻ, nhưng đôi chân và khuôn mặt của chúng là màu đen. Chúng sống trong núi và đồng bằng, rừng, nơi chúng ăn lá, cành cây, trái cây, côn trùng, chim trứng, và thịt thối rữa. Mặc dù Duiker này không bị đe dọa, nó phụ thuộc vào rừng bảo vệ. Tính đến năm 2008, loài này là mối quan tâm.

## Tập tính
Do kích thước tương đối của chúng, cơ chế phòng vệ chính của chúng là để trốn tránh kẻ thù. Chúng được biết đến với sự nhút nhát cực đoan với sự nhạy cảm với các dấu hiệu dù là nhỏ nhất của một mối đe dọa và nhanh chóng lủi vào bụi rậm gần nhất. Tuy nhiên, trái ngược với bản chất nhút nhát trong sinh tồn của chúng, chúng tích cực hơn khi đối phó với những khu vực bằng việc đánh dấu lãnh thổ của mình cũng như bạn tình của chúng với các chất tiết ra từ các tuyến và chiến đấu với những cá thể khác mà thách thức lãnh thổ của chúng. Những con đực trẻ đánh dấu lãnh thổ của chúng cũng bởi đại tiện.
Đối với những con linh dương thích đi một mình, chúng chọn để tương tác với những con linh dương hoẵng khác một lần hoặc hai lần một năm, chỉ duy nhất cho mục đích của việc giao phối. Mặc dù đôi khi hình thành các nhóm tạm thời để cùng thu nhặt trái cây, rất khó để xác định những nhân tố đóng góp nhiều nhất cho Nguy cơ tuyệt chủng của chúng. Chúng thích sống một mình hoặc theo cặp để tránh sự cạnh tranh đến từ trong một nhóm lớn.
Chúng cũng đã tiến hóa để trở thành loài có tập tính ăn uống chọn lọc cao, chúng chỉ ăn một phần nhất định của các loài cây, chế độ ăn uống có chọn lọc của một sinh vật phân tán nhiều thức ăn của chúng sẽ hình thành nhóm. Chúng thay vì ăn cỏ, lá ăn, chồi, hạt, trái cây, chồi và vỏ cây, đôi khi nó cũng theo các đàn khỉ để tận dụng lợi thế của các trái cây mà chúng quăng xuống.